# Primorska
Die Primorska (auch Slovensko primorje oder primorska Slovenika) oder das slowenische Küstenland ist eine der historischen Landschaften in Slowenien, an der Grenze zur italienischen Region Friaul-Julisch Venetien. Sie erstreckt sich von der slowenischen Adriaküste im Süden bis zu den Julischen Alpen im Norden.

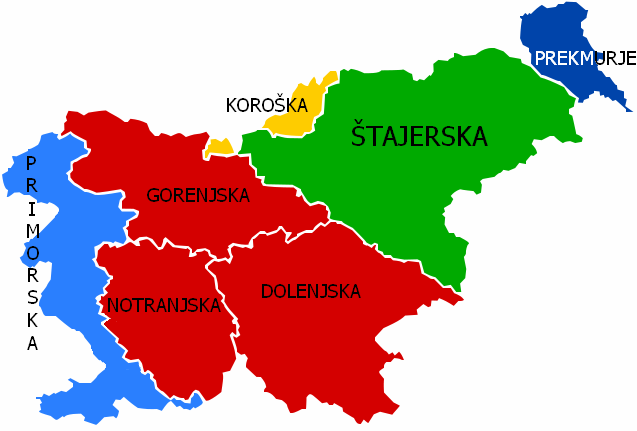
Die Landschaften Sloweniens, das Küstenland in hellblau

Im System der Statistischen Regionen Sloweniens ist der nördliche Teil der Primorska heute Bestandteil der statistischen Region Goriška (Görzer Gegend), der südliche Teil der Statistischen Region Obalno-kraška (Küsten- und Karstgebiet). Der Landschaftsbegriff wird heute vor allem für kulturelle und touristische Anliegen genutzt.

## Gliederung
Zum historischen Gebiet der Primorska gehören in der statistischen Region Goriška die heutigen Gemeinden Ajdovščina (Haidenschaft), Bovec (Flitsch), Brda (Hügel), Cerkno (Kirchheim), Idrija (Idria), Kanal ob Soči (Kanalburg), Kobarid (Karfreit), Miren-Kostanjevica, Nova Gorica, Renče-Vogrsko, Šempeter-Vrtojba, Tolmin (Tolmein), Vipava (Wippach). In der Statistischen Region Obalno-kraška sind es die Gemeinden Ankaran, Divača (Waatsche), Hrpelje-Kozina (Herpelle-Gossdorf), Izola (Isola), Komen (Komein), Koper, Piran, Sežana.   

## Geschichte
Der Name Primorska leitet sich vom Namen des historischen Kronlandes während der Habsburgermonarchie ab, das zwischen 1813 und 1918 „Österreichisches Küstenland“ hieß. Die historische territoriale Einteilung von Küstenland umfasste das Gebiet der Gefürsteten Grafschaft Görz und Gradiska, die Reichsunmittelbare Stadt Triest und die Markgrafschaft Istrien.
Obwohl die Region mehrheitlich slowenischsprachig war, fiel sie im Ergebnis des Vertrags von Saint-Germain 1919 an Italien und wurde Teil der neu gebildeten Region Venezia Giulia (Julisch Venetien). In der Zeit des italienischen Faschismus kämpfte die Untergrundorganisation TIGR für den Anschluss an das Königreich Jugoslawien. 1945 kam ein Teil des Gebietes an das Freie Territorium Triest, der oberste Isonzo/Sontig/Soča hingegen an Slowenien, das Teilrepublik der Sozialistischen Föderativen Republik Jugoslawien wurde. Der Nordteil des Freien Territoriums Triest (slowenisch Svobodno tržaško ozemlje) fiel 1954 an Italien zurück (ehemals „Zone A“). Der Süden (die ehemalige „Zone B“) wurde dem damaligen Jugoslawien angeschlossen: der Großteil Istriens an Kroatien, der Rest an Slowenien, wo es mit dem 1945 an Slowenien gefallenen oberen Isonzotal die Region Primorska bildet.